# Železniční trať Podgorica–Nikšić

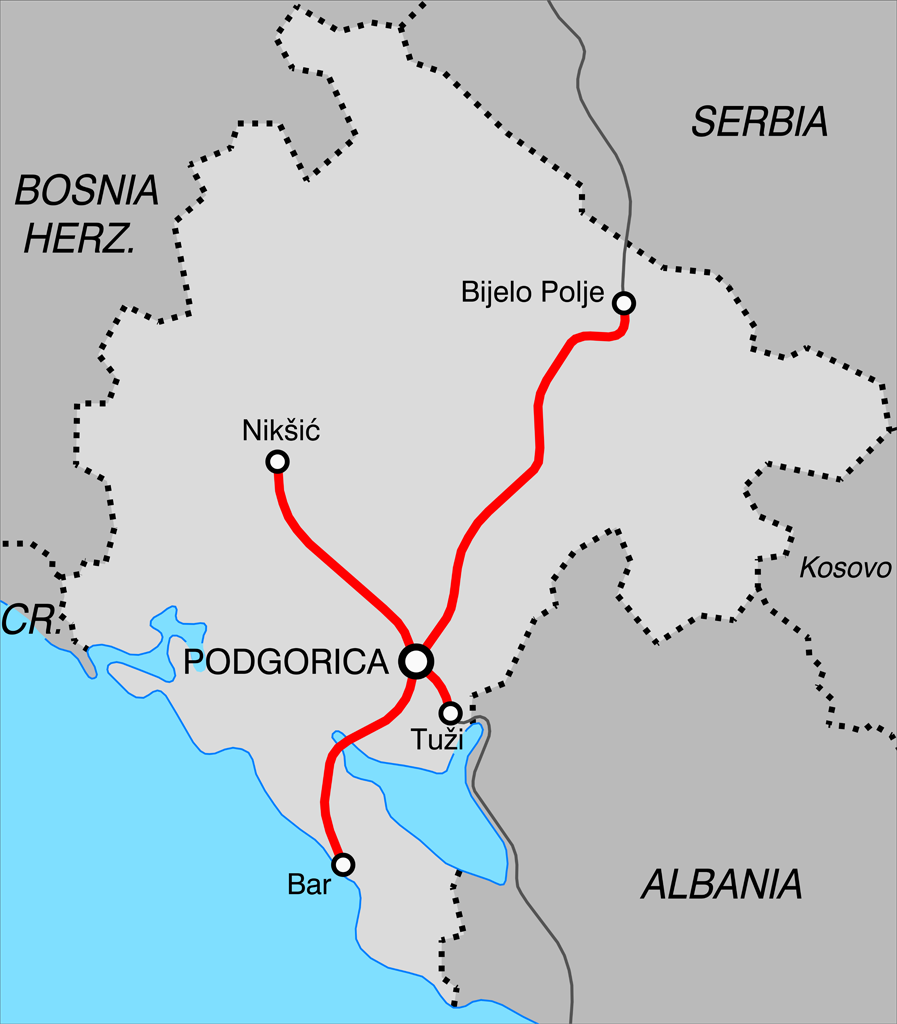
Trať se nachází v západní části země

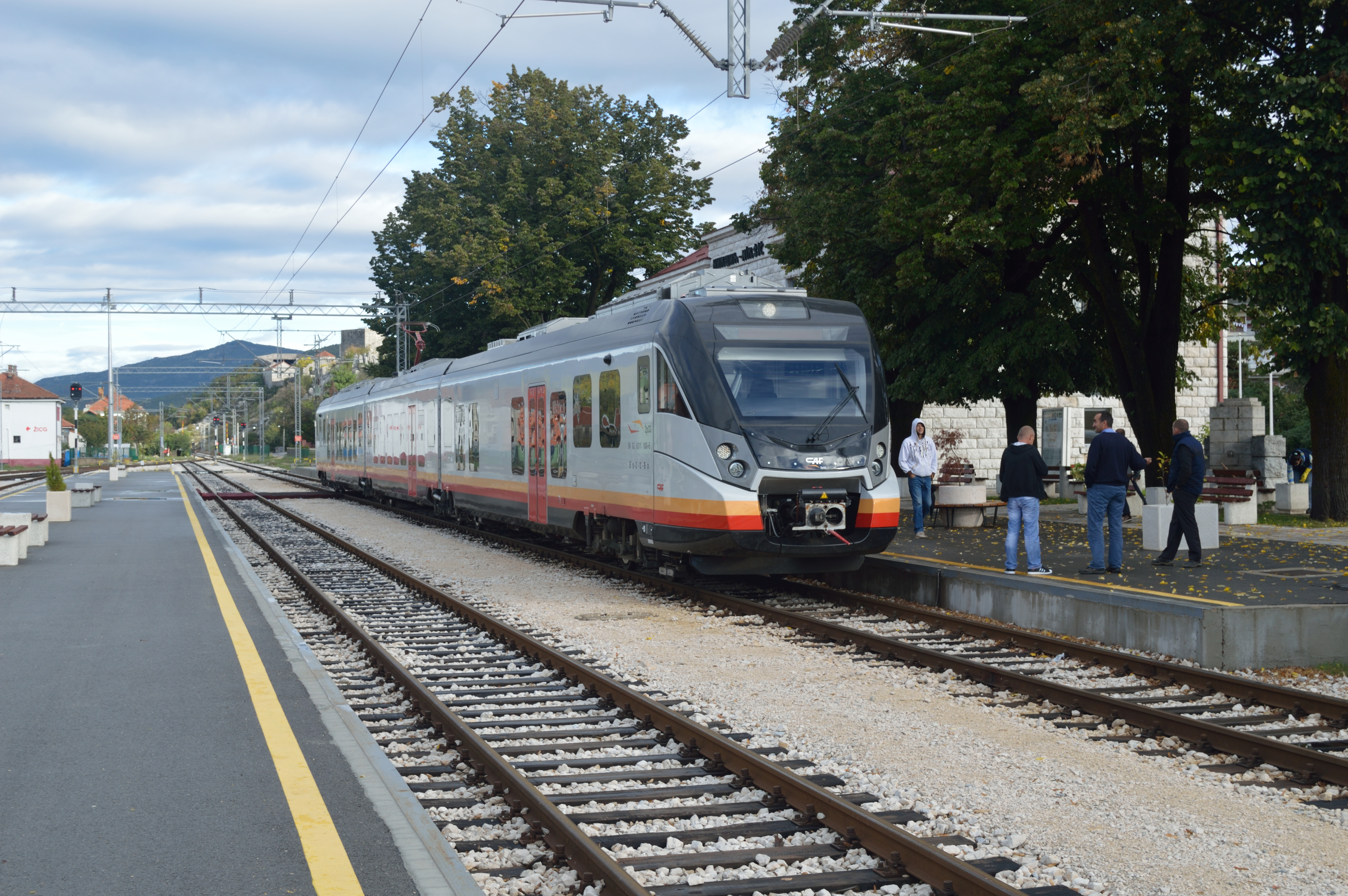
Osobní vlak na nádraží v Nikšići.

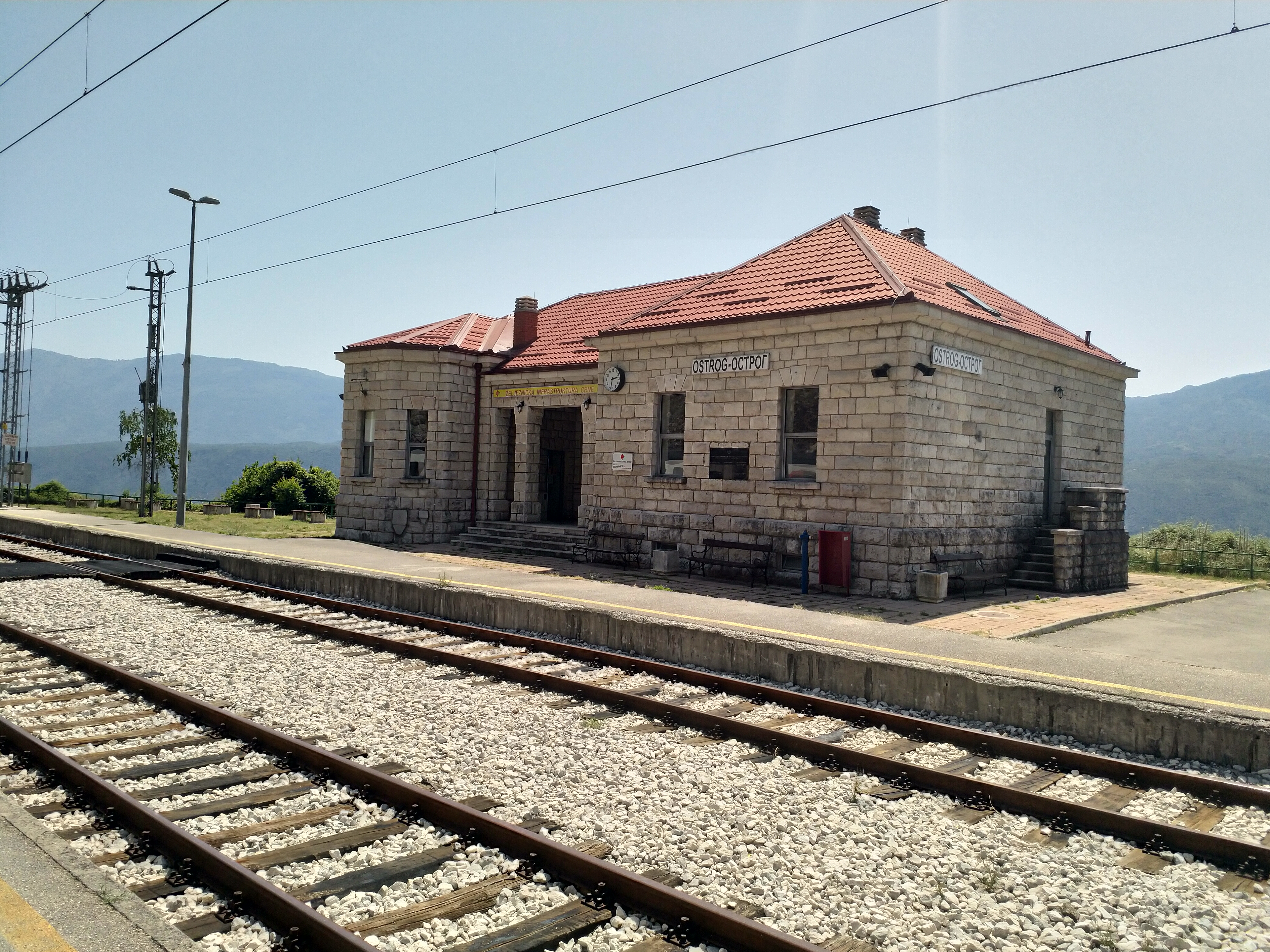
Železniční stanice Ostrog.

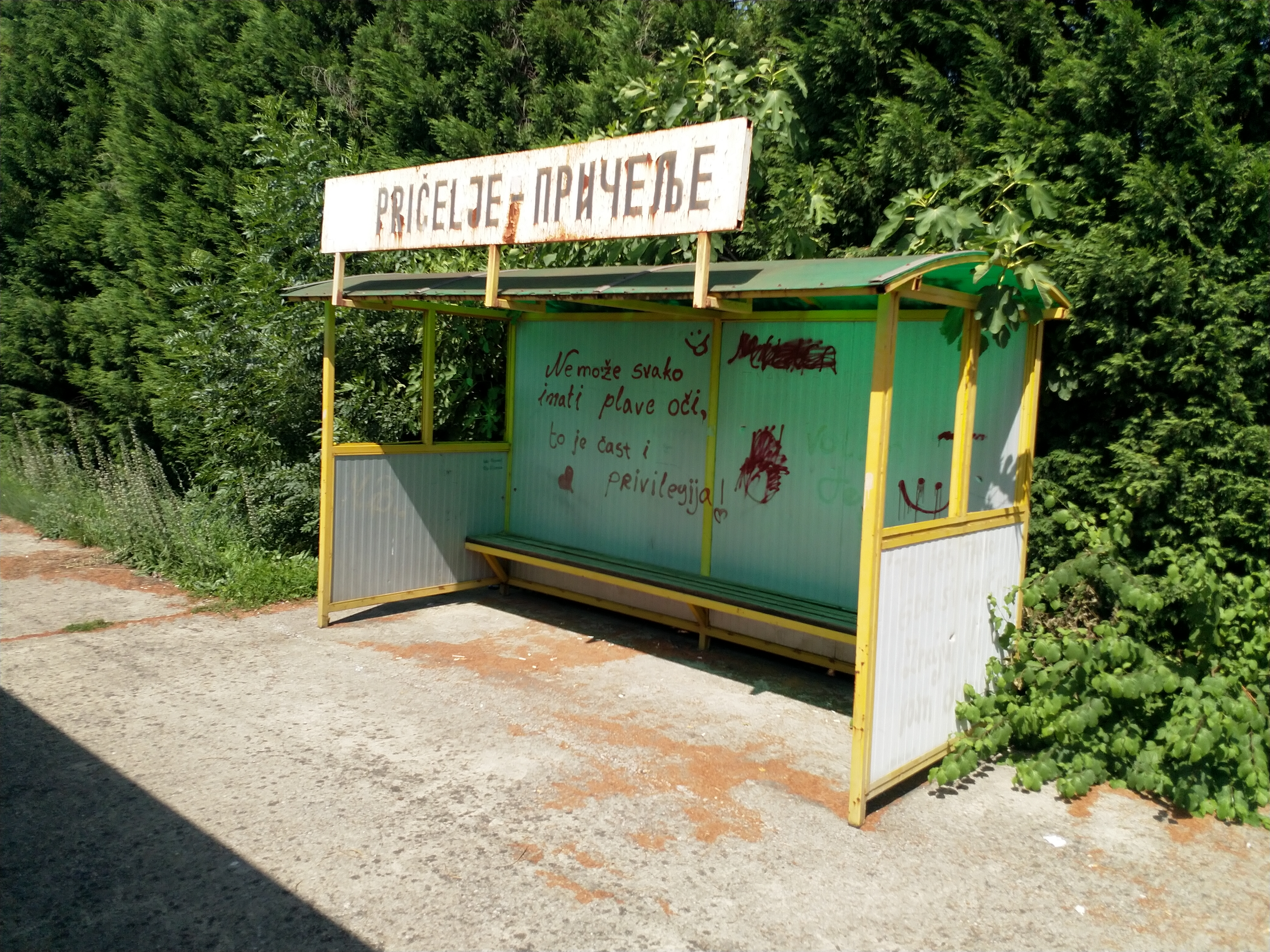
Zastávka Pričelje.

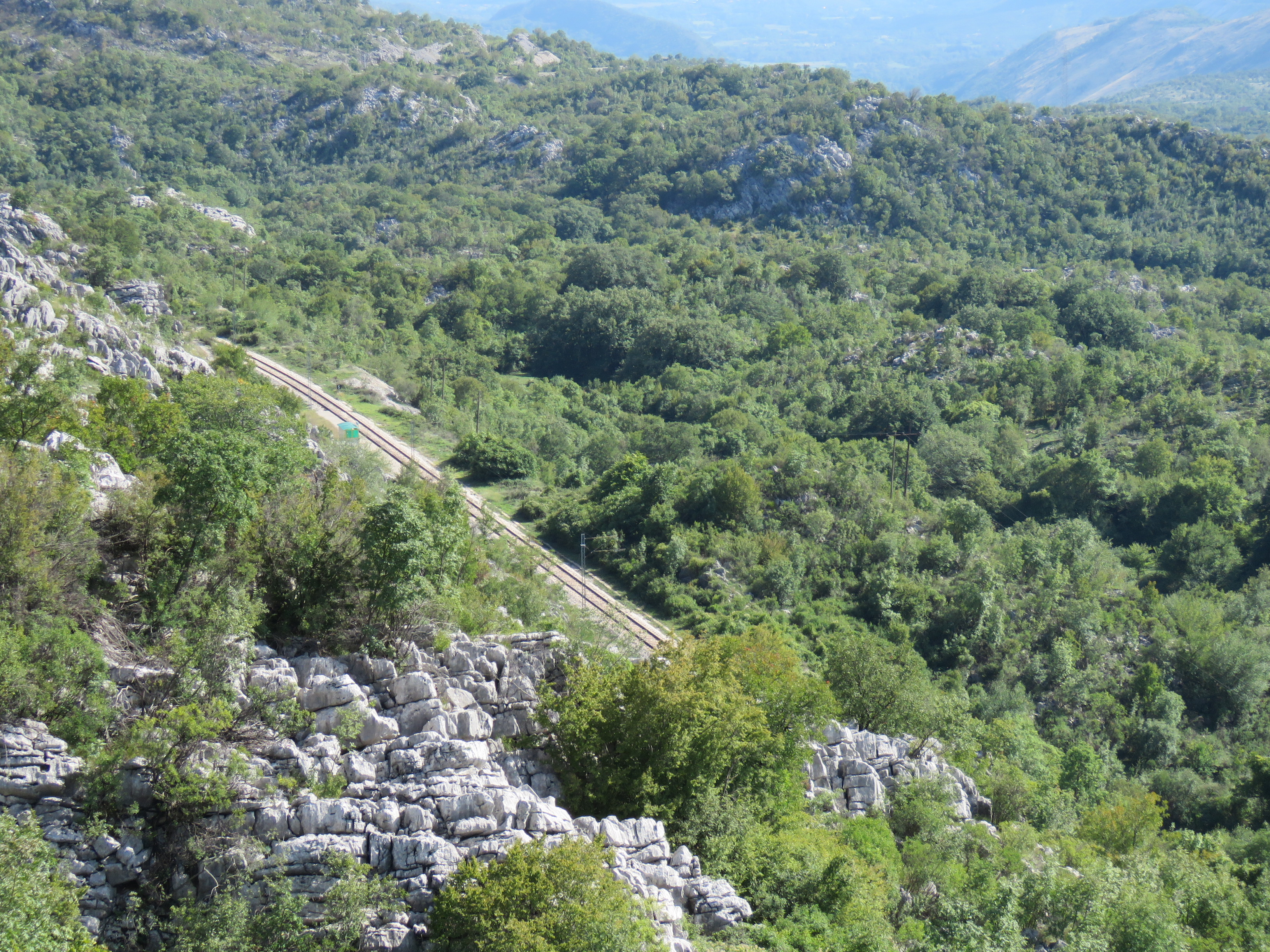
Pohled na trať a okolní krajinu.

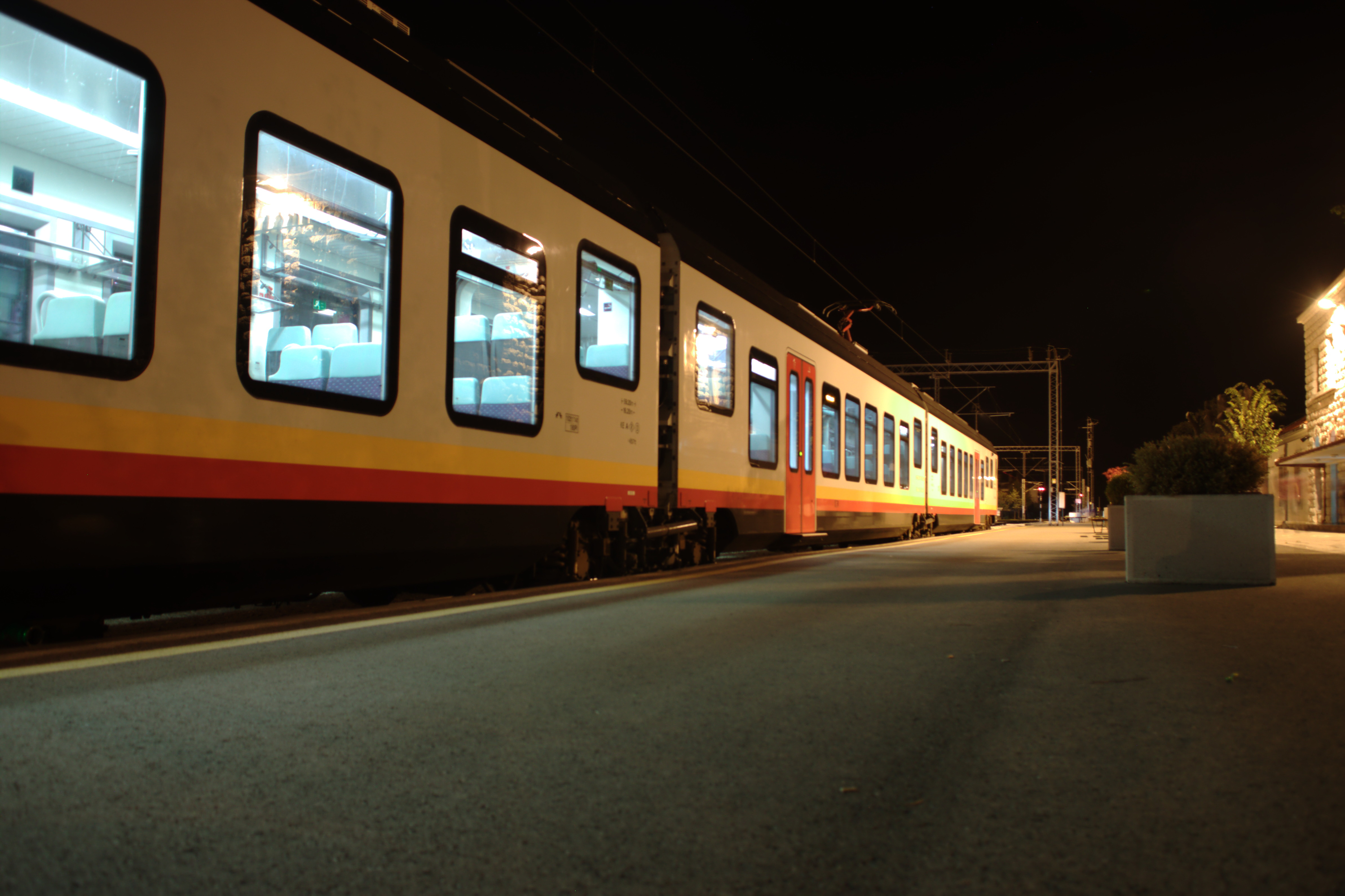
Vlak ve stanici v Nikšići.

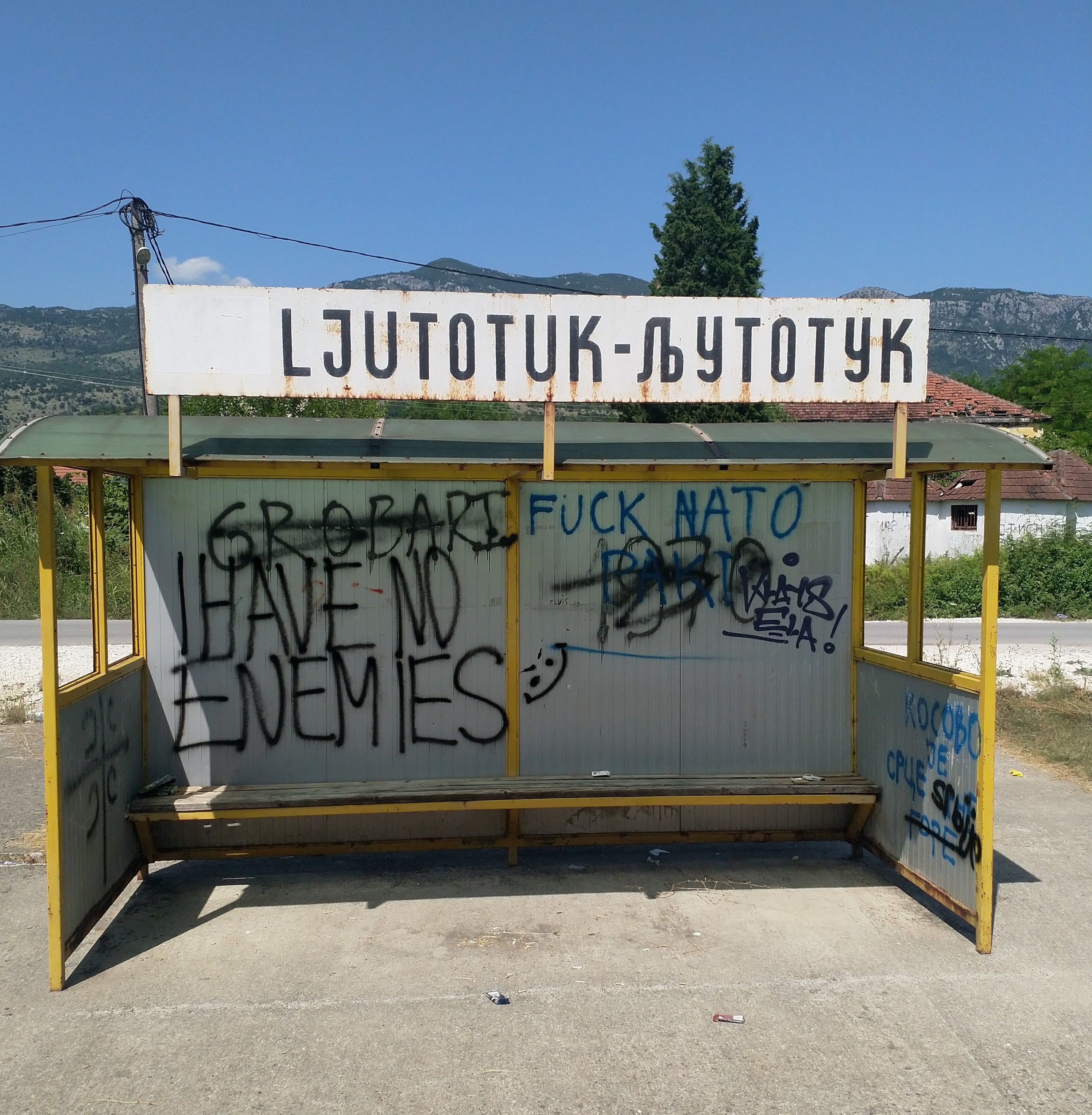
Zastávka Ljutotuk.

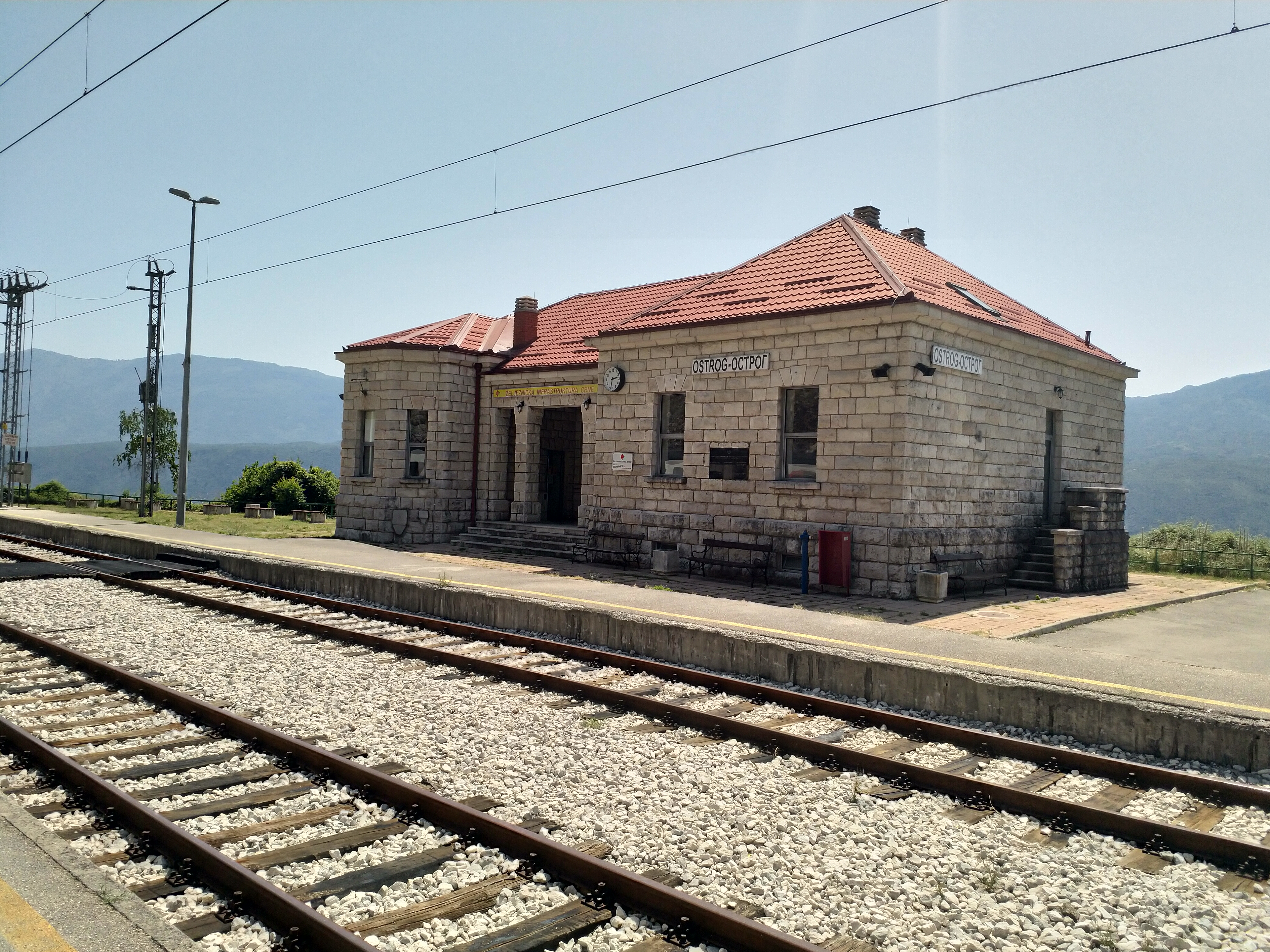
Železniční stanice Ostrog.

Železniční trať Podgorica–Nikšić (srbochorvatsky v latince Željeznička pruga Podgorica–Nikšić, v cyrilici Жељезничка пруга Подгорица–Никшић) spojuje dvě největší města v Černé Hoře.

## Trasování
Trať je jedinou vnitrostátní železniční tratí na území Černé Hory. Vedena je především v údolí řeky Zety. Z hlavního nádraží v Podgorici směřuje okolo vrcholu Gorica v severní části černohorské metropole. V místní části Zlatica se odpojuje od trati Bělehrad–Bar a nabírá severozápadní směr. Po cca 100 m dlouhém mostu překonává řeku Morača a poté směřuje okolo archeologických vykopávek dávného města Duklja. 
Dále vede opět severozápadním městem v údolí řeky Zety až po vesnici Pričelje a potom do Spuže, kde se poněkud vzdaluje od zmíněné řeky a prochází okolo vrcholu se stejnojmennou pevností. Zde se nachází také vlečka do průmyslového závodu. Odtud pokračuje dále do Danilovgradu, ale neopouští levý břeh řeky Zety. Za místním nádražím začíná postupně stoupat do pohoří Plješivci. Trasována je po jeho úpatí; u vrcholu Petrova Glavica překonává i vyvěračku řeky Zety. Poté je po nějakou dobu vedena na náhorní plošině a před Nikšićem se stáčí směrem na sever, kde překonává pohoří Budoš 1240 m dlouhým severo-jižně orientovaným železničním tunelem.
Následně trať překonává po mostě opět řeku Zetu a vstupuje na polje, kde začíná město Nikšić. Na trati se nachází ještě vlečka do pivovaru Trebjesa na území města Nikšiće, než je zaústěna v konečné stanici.

## Technické parametry trati
Zmíněná železniční trať je jednokolejná a elektrifikovaná napětím 25 kV/50 Hz.
Její délka činí 56,4 km. Stejně jako i trať z Bělehradu do Baru překonává i trasa do Nikšiće značné převýšení. Zatímco nadmořská výška nádraží v Podgorici je 51 m n. m., stanice v Nikšići se nachází ve výšce 627 m n. m. Největší stoupání je v úseku Danilovgrad-Nikšić, kde trať opouští údolí řeky Zety a vydává se vstříc zmíněnému pohoří Pješivci. Zde stoupání dosahuje až 26 ‰.
Traťová rychlost se pohybuje okolo 75 až 100 km/h, liší se podle jednotlivých úseků.

## Historie

### Projekty trati
V 20. a 30. letech usiloval jugoslávský stát o rozvoj železniční dopravy v jižní a východní části země, kde byla celková železniční síť velmi řídce zbudována. Bylo tomu tak z historických důvodů, neboť kvůli turecké nadvládě nebo obecnému stavu nízkého rozvoje nedošlo k vzniku moderní dopravní infrastruktury. 
Původně měla trať z města Nikšiće směřovat do přístavu v Kotoru (jak je uvedeno např. na dopravní mapě Království SHS z roku 1932), později bylo ale z řady důvodů rozhodnuto o realizaci trati do města Podgorica. Prověřovány byly varianty vzniku stavby na levém i na pravém břehu řeky.
I když tyto plány zhatila do jisté míry velká hospodářská krize, v druhé polovině 30. let 20. století byla mimo jiné zahájena příprava uvedené první černohorské trati, a to normálního rozchodu kolejí. Přípravné práce probíhaly v letech 1938–1940. Lokalita, kudy měla být trať vedena, byla podrobně fotografována a vypracována byla studie proveditelnosti. Finální rozhodnutí o výstavbě, stejně tak zahájení stavby trati, ale nakonec nepadlo kvůli válce. 

### Výstavba
Trať samotná pak byla vybudována po druhé světové válce jako prodloužení trati Nikšić-Bileća, která vznikla již v 30. letech. Tím byla metropole Černé Hory napojena na jugoslávskou železniční síť. Stalo se tak ale jinou tratí, než Bělehrad-Bar (ta v této době ještě nebyla postavena), zmíněné napojení vedlo přes Bosnu a Hercegovinu. Po posouzení obou variant byla zvolena ta na levém břehu, neboť byla relativně technicky snaží a vyžadovala méně objektů, než po pravém břehu řeky Zety.
Vláda Lidové republiky Černé Hory si vzala na výstavbu trati půjčku, a to nejprve v hodnotě dvou milionů dinárů na zahájení stavebních prací a poté druhou o výši 100 milionů dinárů pro veškeré stavební práce. Staveniště bylo rozdělené na dva úseky; Nikšić–Danilovgrad a Danilovgrad–Titograd (Podgorica). Pro těžce dostupné oblasti bylo nezbytné vybudovat přístupové cesty až několik kilometrů dlouhé.
Význam trati byl pro rozvoj Černé Hory poměrně značný. Stanovení Podgorici (resp. Titogradu) jako nového hlavního města počítalo s nezbytností dopravy stavebního materiálu pro nové administrativní i obytné budovy, což by bez železniční trati nebylo proveditelné. Trať navíc otevírala možnost další industrializace dlouhodobě nerozvinutého regionu a proto byla vnímána jako prioritní stavba.
Stavební práce byly zahájeny dne 1. dubna 1947. Na vzniku trati se podílela jugoslávská mládež, která byla po skončení války mobilizována v celé zemi k realizaci velkých objektů infrastruktury. Jak bylo již zmíněno, byla Černá Hora oblastí, kde železniční síť chyběla zcela, a nebo byla v katastrofálně nevyhovujícím stavu. Jen 1,3 % jugoslávské železniční sítě se nacházelo na černohorském území. Proto byla zvolena radikální metoda k výstavbě trati, a tedy nasazení mládežnických sil. Celkem zde pracovalo až 25 tisíc lidí (z toho 21 tisíc z Černé Hory a čtyři tisíce z ostatních republik tehdejší Jugoslávie). Jeden slovinský brigádník na stavbě zemřel. Pracovníci z řad mládeže ušetřily jugoslávskému státu značné finanční prostředky (okolo 60 milionů dinárů); sami získali řadu pracovních zkušeností. Na staveniších se totiž pořádal nemalý počet různých odborných kurzů, které měly pomoci k tomu, aby brigádníci zvládli postavit trať kvalitněji, zároveň ale byly významnou školou pro mnohdy nepříliš vzdělanou jugoslávskou mládež.
Dokončení trati bylo jednou z podmínek splnění prvního jugoslávského pětiletého plánu. Stavební práce v náročných podmínkách odlehlé a nehostinné černohorské krajiny trvaly patnáct měsíců. Svaz komunistů Jugoslávie inicoval rozsáhlou agitační akci na území celého státu; cílem bylo maximálním možným způsobem motivovat tehdejší mládež pro zapojení se do brigádnické činnosti. O nové trati se často psalo v tisků, vznikaly reportáže ve filmových týdenících apod.
Při stavbě trati bylo potřebné překonat značné terénní překážky; bylo vystavěno celkem 12 tunelů a 9 mostů (osm betonových a jeden ocelový). Nadšení brigádníků bylo nemalé; jednak z důvodu, že trať byla jasným krokem, jak obnovit válkou zničenou zemí a jednak proto, že jednotliví brigádníci upřímně věřili, že trať pomůže zlepšit i jejich životní podmínky. K dispozici bylo jen velmi málo mechanizace; několik nákladních vozů, minimum strojů a žádné bagry. Situace byla složitější také kvůli roztržce se Sovětským svazem, díky čemuž se do Jugoslávie zkomplikoval dovoz potřebného vybavení, které Moskva přislíbila.
Trať procházela také v blízkosti archeologického naleziště Duklja. Výstavba železnice nenávratně uvedenou lokalitu poškodila.
Slavnostní otevření se uskutečnilo dne 13. července 1948 na výročí Dne povstání (srbochorvatsky Dan ustanka).
Trať měla rozchod kolejí 760 mm, nicméně projekt trati byl připraven tak, aby případná změna na normální rozchod 1435 mm byla snadno proveditelná. 

### Provoz trati v dobách socialistické Jugoslávie
Využití nového železničního spojení bylo diktováno potřebami průmyslu; nákladní vlaky vozily z Nikšiće do Podgorice (dřívějšího Titogradu) především bauxit do tamního závodu na výrobu hliníku. V opačném směru se vozily suroviny do železárny v Nikšići. Další velké společnosti, které těžily z provozu trati, byly např. pivovar Trebjesa (výrobce piva Nikšićko), podniky Metalac, dřevařský komplex Javorjak a další. Trať měla mimo jiné klíčový význam pro výstavbu vodních kaskád na území Bosny a Hercegoviny apod. 
Roku 1958 bylo přepraveno v obou směrech něco přes 400 000 cestujících.
V roce 1965 byla trať po 17 letech provozu (se značným zpožděním oproti plánu) přebudována na normální rozchod 1435 mm. Cílem bylo zvýšit kapacitu trati především pro potřeby závodů v Nikšići. Důvodem, proč došlo k těmto úpravám až v 60. letech 20. století, byla skutečnost, že zvýšení provozu do závodů v Nikšići záviselo také na možnostech barského přístavu a ten byl rozšířen právě až v této době. Změna rozchodu kolejí stála 200 milionů tehdejších dinárů a probíhala v letech 1961 až 1965.
Dokončení železniční trati Bělehrad–Bar v polovině 70. let zvýšilo množství nákladu i cestujících, které spojení využivali. Počet cestujících poté ale začal klesat (i vlivem motorizace a rozšiřující se autobusové dopravy). Bauxit, který byl po této trati převážen, byl mnohdy vyvážen i na území tehdešjího Československa.
V 80. letech docházelo na trati k stále častějším poruchám vlaků a poklesu množství cestujících dosáhlo té míry, že roku 1990 bylo v obou směrech přepraveno jen 188 tisíc lidí.

### Trať po roce 1991
Vzhledem k provozu těžkých nákladních vozů a chronickému nedostatku peněz, kterým trpěla SR Černá Hora, stejně jako celá tehdešjí Jugoslávie, došlo k devastaci trati. Rozbité byly pražce, infrastruktura se ocitla po několika desetiletích provozu na katastrofální úrovni. V roce 1992 byla cestovní rychlost na trati okolo 30 km/h. Rovněž bylo naprosto nevyhovující zabezpečující zařízení; strojvedoucí se mnohdy museli spoléhat jen na to co viděli a na jízdní řád. Riziko možné srážky bylo nemalé.
V atmosféře ekonomického kolapsu socialistické Jugoslávie byl provoz na trati jen těžko udržitelný. Vypravovány byly vlaky tvořené lokomotivou a jediným vagonem. Využíval je navíc jen velmi malý počet cestujících. Kvůli inflaci rostly náklady na případnou obnovu do astronomických výšek. Před kolapsem se ocitalo i republikové ředitelství drah (ŽTO) v Titogradu. 
V roce 1998 až 2000 byl provoz na trati přerušen. Vlaky s cestujícími nebyly vypravovány ani v roce 2003.
Již v roce 2004 uzavřelo Srbsko a Černá Hora smlouvu o obnově trati.
Potřebná rekonstrukce trati se uskutečnila nakonec v druhé polovině 1. dekády 21. století, a to i za účasti několika firem z České republiky. Potřebné práce byly zahájeny dne 7. března 2006 a skončily dne 1. listopadu 2012. Hodnota celého kontraktu zde měla původně dosahovat 50 milionů eur. Úvěr zde zajistila Česká exportní banka a Evropská banka pro obnovu a rozvoj. Pražce, štěrk a beton přislíbili potom místní dodavatelé a další práce společnost DD Remont Sarajevo. Součástí celého projektu byla i obnova některých náspů a jejich případné zajištění před možnými sesuvy půdy. Na železniční stanici v Nikšići bylo zcela vyměněno kolejiště. Uskutečněna byla také sanace všech tunelů na trati.
Stavba byla dokončena po několika prodleních v roce 2012. Traťová rychlost byla zvýšena na 80 km/h a vzdálenost z černohorské metropole do Nikšiće urazí osobní vlak za 50 minut. Trať byla také elektrifikována. Slavnostní otevření uskutečnilo jen dva týdny před místními volbami. Stavební práce tak probíhaly na některých objektech i po oficiálním otevření trati, jednalo se především o sanaci některých svahů, kde by hrozily případné sesuvy půdy.
Náklady na rekonstrukci dosáhly výše 68,6 milionů €. Význam železničního spojení z Nikšiće do Podgorici je v současné době značný; v Podgorici existuje železniční napojení jak na trať Bělehrad–Bar, tak směrem do Albánie. Výhledově pomýšlí černohorské železnice na výstavbu nové trati, resp. obnovu původní do sousední Bosny a Hercegoviny do Bileći, která by pokračovala právě z Nikšiće.
Od roku 2013 jsou na trati vypravovány elektrické jednotky CAF Civity původem ze Španělska. Roku 2017 bylo na trati převezeno 150 tisíc cestujících.

## Tunely a mosty
Na trati se nachází jeden dlouhý tunel (již zmíněný tunel Budoš) a osm menších (z toho tunely Pavlova voda a Pašina strana), dále jeden most přes řeku Zetu a jeden most přes řeku Moraču. Kromě toho zde stojí dalších deset menších betonových mostů. Vzniklo i 64 náspů.
Při výstavbě trati bylo přemístěno 1,2 milionů m3 zeminy.

## Stanice
- Podgorica (nádraží)
- Pričelje
- Spuž
- Ljutotuk
- Danilovgrad
- Slap
- Bare Šumanovića
- Šobajići
- Ostrog
- Dabovići
- Stubica
- Nikšić

## Trať v médiích
Budování trati pracovními mládežnickými brigádami po druhé světové válce byla událost nejen z hlediska výstavby, ale pojata i jako záležitost kulturního charakteru. Skladatel Anton Pogačar věnoval výstavbě tohoto železničního spojení dvě písně, a to Pjesma gradilišta pruge (píseň staveniště trati) a Pjesma omladinskoj pruzi (píseň mládežnické trati). Na místě byl i divadelní sbor z Podogrici (tehdy Titogradu) který zde pořádal řadu představení a uskutečnil se i nemalý počet výstav, který byl trati věnován.